# Распадская (шахта)
Шахта «Распа́дская» — крупнейшая угольная шахта в России. Расположена в 11 км севернее Междуреченска (Кемеровская область).
Первый уголь шахтой был добыт в 1973 году. В конце 80-х — начале 90-х годов XX века шахта являлась одним из центров шахтёрского забастовочного движения.
Шахта входит в состав «Распадской угольной компании» (на долю шахты приходится 57,8 % запасов и более 60 % добычи компании), около 90,9 % акций которой принадлежат компании Evraz Group.

## История строительства
В 1959 году силами ОШПУ началось строительство поверхностного комплекса, проходка шурфов и других горных выработок. В 1963 году уже были сданы контора, раскомандировка участка, бетонный узел, ряд зданий на устьях бремсбергов, пройдены тысячи метров пульповодных выработок.
В следующие два года строительство шахты резко замедлилось. Первоначально «Распадская» планировалась как гидрошахта. Однако в условиях сибирской зимы возникли проблемы с транспортировкой, обогащением, перевозкой добытого угля. Институтом «Сибгипрошахт» был разработан новый проект шахты с «сухим» способом добычи угля с мощностью 16 тысяч тонн угля в сутки. В 1967 году Министерство угольной промышленности СССР утвердило новый проект шахты с суточной добычей 20 тысяч тонн в сутки.
В 1969 году строительство шахты объявлено Всесоюзной ударной комсомольской стройкой. За год планировалось освоить более шести миллионов рублей и пройти 29 километров выработок. На вооружение строителей поступают погрузочные машины, передвижная секционная опалубка, производительные бурильные установки.
В строительстве шахты принимали участие Герои Социалистического Труда И. Е. Сизых, С. Д. Нагорнов, А. Ф. Бикетов.

## Деятельность
Шахта «Распадская» является одним из крупнейших поставщиков угольного сырья на ММК (Магнитогорский металлургический комбинат), НЛМК (Новолипецкий металлургический комбинат) и предприятия металлургической компании «Евраз Груп». Запасы коксующегося угля на Распадской составляют 451 миллион тонн.
В шахте на момент 2017 года отрабатываются три лавы, извлечение угля ведётся методом механизированной комбайновой добычи. В эксплуатации находятся 360 км горных выработок. Ежегодно добывается порядка 8 млн тонн коксующегося угля марки ГЖ. Доля шахты в годовой добыче коксующегося угля в России — 10 % (на 2009 год).
Более сорока лет на шахте «Распадская» проработал Герой Социалистического Труда В. М. Гвоздев, бригада которого неоднократно ставила рекорды по добыче угля.

## Происшествия
За период с 1976 по 1990 год на шахте погибло 54 человека.
За период с 1991 по 2000 год на шахте погибло 19 человек.
Взрыв метана 30 марта 2001 года в лаве 4-10-7. Пострадало 11 человек, в том числе 4 смертельно.
В ночь с 8 на 9 мая 2010 года на шахте Распадская произошла тяжёлая авария, повлёкшая за собой большие человеческие жертвы. С интервалом в несколько часов в забое произошли два взрыва метана, повлёкшие за собой серьёзные разрушения, в том числе и на поверхности. Была повреждена система подачи воздуха в забой (частично подачу воздуха удалось восстановить лишь утром 10 мая). В результате аварии погиб 91 человек.

## Директора
- 1973 — ? — Абрамов Виталий Максимович[15]
- до 2015 года — Сергей Баканяев
- 2015—2017 — Елохин Александр Николаевич[16]
- с 2017 года — Кигалов Николай Николаевич
- с 2018 года — Елохин Александр Николаевич

## Интересные факты
В 1987 году на шахте начал работать горным мастером И. В. Зюзин. С 1989 года начальник участка, исполняющий обязанности главного технолога.